# E3 Saxo Bank Classic 2023
L'E3 Saxo Bank Classic 2023, oficialment E3 Saxo Bank Classic World Tour Elite 2023, va ser la 65a edició de l'E3 Saxo Bank Classic. La cursa es disputà el divendres 24 de març de 2023 sobre una distància de 204,1 quilòmetres, amb inici i final a Harelbeke. La cursa formava part de l'UCI World Tour 2023, amb una categoria 1.UWT.
El vencedor final fou el belga Wout Van Aert (Team Jumbo-Visma), que s'imposà a l'esprint als seus companys d'escapada, Mathieu van der Poel (Alpecin-Deceuninck) i Tadej Pogačar (UAE Team Emirates).

## Recorregut
La cursa comença i acaba a Harelbeke després de recórrer 204,1 quilòmetres. Durant el trajecte els ciclistes hauvien de superar 17 cotes, algunes d'elles recobertes per llambordes. Entre les cotes a superar destaquen el Taaienberg, el Paterberg i l'Oude Kwaremont.
| Número | Nom                 | Km    | Ferm       | Llargada (m) | Pendent mitjana (%) | Pendent màxima (%) | km a meta |
| ------ | ------------------- | ----- | ---------- | ------------ | ------------------- | ------------------ | --------- |
| 1      | Katteberg           | 28,2  | asfalt     | 750          | 6 %                 | 11 %               | 175,9     |
| 2      | La Houppe           | 87,8  | asfalt     | 1.880        | 4,8 %               | 10 %               | 116,3     |
| 3      | Kanarieberg         | 92,6  | asfalt     | 1.050        | 7,7 %               | 14 %               | 111,5     |
| 4      | Kruisberg           | 101,0 | asfalt     | 800          | 4,8 %               | 9 %                | 101,7     |
| 5      | Côte de Trieu       | 109,6 | asfalt     | 1.260        | 7 %                 | 13 %               | 94,5      |
| 6      | Hotondberg          | 114,1 | asfalt     | 1.200        | 4 %                 | 8 %                | 90,0      |
| 7      | Kortekeer           | 120,0 | asfalt     | 1.000        | 6,4 %               | 17 %               | 84,1      |
| 8      | Taaienberg          | 124,4 | llambordes | 700          | 6,3 %               | 16 %               | 79,7      |
| 9      | Berg ten Stene      | 133,3 | asfalt     | 1.300        | 5,2 %               | 9 %                | 70,8      |
| 10     | Boigneberg          | 138,5 | asfalt     | 1.000        | 5,2 %               | 12,3               | 65,6      |
| 11     | Eikenberg           | 142,7 | llambordes | 1.250        | 6,2 %               | 10 %               | 61,4      |
| 12     | Stationsberg        | 147,2 | llambordes | 460          | 3,2 %               | 10 %               | 56,9      |
| 13     | Kapelberg           | 158,4 | asfalt     | 750          | 7,1 %               | 14 %               | 45,7      |
| 14     | Paterberg           | 162,1 | llambordes | 400          | 12,9 %              | 20,3 %             | 42,0      |
| 15     | Oude Kwaremont      | 165,8 | llambordes | 2.220        | 4,2 %               | 11,6 %             | 38,1      |
| 16     | Karnemelkbeekstraat | 174,1 | asfalt     | 1.530        | 4,9 %               | 18 %               | 30,0      |
| 17     | Tiegemberg          | 212,0 | asfalt     | 750          | 5,6 %               | 9 %                | 19,3      |

A banda de les 15 cotes hi ha 5 trams de llambordes que els ciclistes han de superar.
| Número | Km               | Llargada (m) | Km a meta |       |
| ------ | ---------------- | ------------ | --------- | ----- |
| 1      | Beaucarnestraat  | 27,1         | 1.200     | 177,2 |
| 2      | Holleweg         | 29           | 1.500     | 175,1 |
| 3      | Paddestraat      | 40,4         | 2.300     | 163,7 |
| 4      | Mariaborrestraat | 147,2        | 2.000     | 56,6  |
| 5      | Varentstraat     | 179,7        | 1.500     | 24,2  |

## Equips
L'E3 Saxo Bank Classic forma part del calendari UCI World Tour. Els 18 equips World Tour hi prenen part i també set equips UCI ProTeams.
| WorldTeams (18)- AG2R Citroën Team - Alpecin-Deceuninck - Astana Qazaqstan Team - Bahrain Victorious - Bora-Hansgrohe - Cofidis - EF Education-EasyPost - Groupama-FDJ - Ineos Grenadiers - Intermarché-Circus-Wanty - Jumbo-Visma - Movistar Team - Soudal Quick-Step - Arkéa-Samsic - Team Jayco AlUla - Team DSM - Trek-Segafredo - UAE Team Emirates ProTeams (7)- Bingoal WB - Israel-Premier Tech - Lotto Dstny - Q36.5 Pro Cycling Team - Team Flanders-Baloise - TotalEnergies - Uno-X Pro Cycling Team |
| |

## Classificació final
| \| Classificació general \| Classificació general \| Classificació general \| Classificació general \| Classificació general \| \| Corredor \| Corredor \| Equip \| Temps \| \| \| --------------------- \| --------------------- \| --------------------- \| --------------------- \| --------------------- \| \| 1r \| Wout van Aert \| Jumbo-Visma \| 4h 44' 59" \| \| \| 2n \| Mathieu van der Poel \| Alpecin-Deceuninck \| + 0" \| \| \| 3r \| Tadej Pogačar \| UAE Team Emirates \| + 0" \| \| \| 4t \| Matteo Jorgenson \| Movistar Team \| + 33" \| \| \| 5è \| Iván García Cortina \| Movistar Team \| + 44" \| \| \| 6è \| Stefan Küng \| Groupama-FDJ \| + 56" \| \| \| 7è \| Matej Mohorič \| Bahrain Victorious \| + 56" \| \| \| 8è \| Valentin Madouas \| Groupama-FDJ \| + 1' 25" \| \| \| 9è \| Søren Kragh Andersen \| Alpecin-Deceuninck \| + 1' 31" \| \| \| 10è \| Filippo Ganna \| Ineos Grenadiers \| + 1' 31" \| \| |                      |                    |            |
| |                      |                    |            |
| Font: ProCyclingStats |                      |                    |            |
| Classificació general |                      |                    |            |
| Corredor | Corredor             | Equip              | Temps      |
| 1r | Wout van Aert        | Jumbo-Visma        | 4h 44' 59" |
| 2n | Mathieu van der Poel | Alpecin-Deceuninck | + 0"       |
| 3r | Tadej Pogačar        | UAE Team Emirates  | + 0"       |
| 4t | Matteo Jorgenson     | Movistar Team      | + 33"      |
| 5è | Iván García Cortina  | Movistar Team      | + 44"      |
| 6è | Stefan Küng          | Groupama-FDJ       | + 56"      |
| 7è | Matej Mohorič        | Bahrain Victorious | + 56"      |
| 8è | Valentin Madouas     | Groupama-FDJ       | + 1' 25"   |
| 9è | Søren Kragh Andersen | Alpecin-Deceuninck | + 1' 31"   |
| 10è | Filippo Ganna        | Ineos Grenadiers   | + 1' 31"   |

## Llista de participants
| Jumbo-Visma TJV | Jumbo-Visma TJV            | Jumbo-Visma TJV |
| --------------- | -------------------------- | --------------- |
| Núm             | Ciclista                   | Pos             |
| 1               | Wout van Aert (BEL)        | 1r              |
| 2               | Christophe Laporte (FRA)   | 23è             |
| 3               | Tiesj Benoot (BEL)         | DNF             |
| 4               | Dylan van Baarle (NED)     | DNF             |
| 5               | Edoardo Affini (ITA)       | DNF             |
| 6               | Tosh Van der Sande (BEL)   | 87è             |
| 7               | Nathan Van Hooydonck (BEL) | 11è             |

| Soudal Quick-Step SOQ | Soudal Quick-Step SOQ         | Soudal Quick-Step SOQ |
| --------------------- | ----------------------------- | --------------------- |
| Núm                   | Ciclista                      | Pos                   |
| 11                    | Julian Alaphilippe (FRA)      | DNF                   |
| 12                    | Kasper Asgreen (DEN)          | 51è                   |
| 13                    | Tim Declercq (BEL)            | 68è                   |
| 14                    | Yves Lampaert (BEL)           | 16è                   |
| 15                    | Florian Sénéchal (FRA) (ruta) | DNF                   |
| 16                    | Jannik Steimle (GER)          | DNF                   |
| 17                    | Davide Ballerini (ITA)        | 28è                   |

| Alpecin-Deceuninck ADC | Alpecin-Deceuninck ADC     | Alpecin-Deceuninck ADC |
| ---------------------- | -------------------------- | ---------------------- |
| Núm                    | Ciclista                   | Pos                    |
| 21                     | Mathieu van der Poel (NED) | 2n                     |
| 22                     | Quinten Hermans (BEL)      | 80è                    |
| 23                     | Dries De Bondt (BEL)       | 58è                    |
| 24                     | Søren Kragh Andersen (DEN) | 9è                     |
| 25                     | Silvan Dillier (SUI)       | 69è                    |
| 26                     | Robert Stannard (AUS)      | 32è                    |
| 27                     | Tobias Bayer (AUT)         | 71è                    |

| Intermarché-Circus-Wanty ICW | Intermarché-Circus-Wanty ICW | Intermarché-Circus-Wanty ICW |
| ---------------------------- | ---------------------------- | ---------------------------- |
| Núm                          | Ciclista                     | Pos                          |
| 31                           | Biniam Girmay (ERI)          | DNF                          |
| 32                           | Madis Mihkels (EST)          | 90è                          |
| 33                           | Dries De Pooter (BEL)        | DNF                          |
| 34                           | Laurenz Rex (BEL)            | 30è                          |
| 35                           | Hugo Page (FRA)              | 88è                          |
| 36                           | Mike Teunissen (NED)         | 67è                          |
| 37                           | Loïc Vliegen (BEL)           | 81è                          |

| AG2R Citroën Team ACT | AG2R Citroën Team ACT   | AG2R Citroën Team ACT |
| --------------------- | ----------------------- | --------------------- |
| Núm                   | Ciclista                | Pos                   |
| 41                    | Greg Van Avermaet (BEL) | DNF                   |
| 42                    | Oliver Naesen (BEL)     | 47è                   |
| 43                    | Lawrence Naesen (BEL)   | 94è                   |
| 44                    | Benoît Cosnefroy (FRA)  | 46è                   |
| 45                    | Alan Retailleau (FRA)   | DNF                   |
| 46                    | Damien Touzé (FRA)      | 77è                   |
| 47                    | Stan Dewulf (BEL)       | 18è                   |

| Bahrain Victorious TBV | Bahrain Victorious TBV | Bahrain Victorious TBV |
| ---------------------- | ---------------------- | ---------------------- |
| Núm                    | Ciclista               | Pos                    |
| 51                     | Nikias Arndt (GER)     | 29è                    |
| 52                     | Matevž Govekar (SLO)   | 98è                    |
| 53                     | Kamil Gradek (POL)     | DNF                    |
| 54                     | Dušan Rajović (SRB)    | DNF                    |
| 55                     | Cameron Scott (AUS)    | DNF                    |
| 56                     | Matej Mohorič (SLO)    | 7è                     |
| 57                     | Fred Wright (GBR)      | 31è                    |

| Bora-Hansgrohe BOH | Bora-Hansgrohe BOH          | Bora-Hansgrohe BOH |
| ------------------ | --------------------------- | ------------------ |
| Núm                | Ciclista                    | Pos                |
| 61                 | Jordi Meeus (BEL)           | DNF                |
| 62                 | Ryan Mullen (IRL)           | DNF                |
| 63                 | Marco Haller (AUT)          | 33è                |
| 64                 | Jonas Koch (GER)            | 36è                |
| 65                 | Shane Archbold (NZL)        | DNF                |
| 66                 | Nils Politt (GER) (ruta)    | 13è                |
| 67                 | Maximilian Schachmann (GER) | DNF                |

| Cofidis COF | Cofidis COF               | Cofidis COF |
| ----------- | ------------------------- | ----------- |
| Núm         | Ciclista                  | Pos         |
| 71          | Axel Zingle (FRA)         | 53è         |
| 72          | Simone Consonni (ITA)     | DNF         |
| 73          | Wesley Kreder (NED)       | 93è         |
| 74          | Christophe Noppe (BEL)    | 55è         |
| 75          | Pierre-Luc Périchon (FRA) | DNF         |
| 76          | Alexis Renard (FRA)       | DNF         |
| 77          | Jelle Wallays (BEL)       | DNF         |

| EF Education-EasyPost EFE | EF Education-EasyPost EFE | EF Education-EasyPost EFE |
| ------------------------- | ------------------------- | ------------------------- |
| Núm                       | Ciclista                  | Pos                       |
| 81                        | Alberto Bettiol (ITA)     | 15è                       |
| 82                        | Stefan Bissegger (SUI)    | 20è                       |
| 83                        | Owain Doull (GBR)         | 41è                       |
| 84                        | Jens Keukeleire (BEL)     | 85è                       |
| 85                        | Jonas Rutsch (GER)        | 26è                       |
| 86                        | Thomas Scully (NZL)       | 101è                      |
| 87                        | Łukasz Wiśniowski (POL)   | DNF                       |

| Groupama-FDJ GFC | Groupama-FDJ GFC       | Groupama-FDJ GFC |
| ---------------- | ---------------------- | ---------------- |
| Núm              | Ciclista               | Pos              |
| 91               | Stefan Küng (SUI)      | 6è               |
| 92               | Kevin Geniets (LUX)    | 25è              |
| 93               | Lewis Askey (GBR)      | 40è              |
| 94               | Olivier Le Gac (FRA)   | 66è              |
| 95               | Valentin Madouas (FRA) | 8è               |
| 96               | Jake Stewart (GBR)     | DNF              |
| 97               | Samuel Watson (GBR)    | DNF              |

| Movistar Team MOV | Movistar Team MOV                 | Movistar Team MOV |
| ----------------- | --------------------------------- | ----------------- |
| Núm               | Ciclista                          | Pos               |
| 101               | Fernando Gaviria Rendón (COL)     | DNF               |
| 102               | Johan Jacobs (SUI)                | 64è               |
| 103               | Matteo Jorgenson (USA)            | 4t                |
| 104               | Mathias Norsgaard Jørgensen (DEN) | 74è               |
| 105               | Iván Romeo Abad (ESP)             | 76è               |
| 106               | Lluís Mas Bonet (ESP)             | DNF               |
| 107               | Iván García Cortina (ESP)         | 5è                |

| Arkéa-Samsic ARK | Arkéa-Samsic ARK      | Arkéa-Samsic ARK |
| ---------------- | --------------------- | ---------------- |
| Núm              | Ciclista              | Pos              |
| 111              | Alan Riou (FRA)       | 99è              |
| 112              | Mathis Le Berre (FRA) | DNF              |
| 113              | Kévin Ledanois (FRA)  | DNF              |
| 114              | Matis Louvel (FRA)    | 21è              |
| 115              | Luca Mozzato (ITA)    | 19è              |
| 116              | Daniel McLay (GBR)    | DNF              |
| 117              | Clément Russo (FRA)   | 42è              |

| Team DSM DSM | Team DSM DSM              | Team DSM DSM |
| ------------ | ------------------------- | ------------ |
| Núm          | Ciclista                  | Pos          |
| 121          | John Degenkolb (GER)      | 34è          |
| 122          | Nils Eekhoff (NED)        | DNF          |
| 123          | Leon Heinschke (GER)      | DNF          |
| 124          | Alexander Edmondson (AUS) | 84è          |
| 125          | Patrick Bevin (NZL)       | DNF          |
| 126          | Tim Naberman (NED)        | DNF          |
| 127          | Kevin Vermaerke (USA)     | 78è          |

| Team Jayco AlUla JAY | Team Jayco AlUla JAY    | Team Jayco AlUla JAY |
| -------------------- | ----------------------- | -------------------- |
| Núm                  | Ciclista                | Pos                  |
| 131                  | Zdeněk Štybar (CZE)     | 86è                  |
| 132                  | Luke Durbridge (AUS)    | 27è                  |
| 133                  | Luka Mezgec (SLO)       | 73è                  |
| 134                  | Kelland O'Brien (AUS)   | 79è                  |
| 135                  | Dylan Groenewegen (NED) | DNF                  |
| 136                  | Campbell Stewart (NZL)  | DNF                  |
| 137                  | Elmar Reinders (NED)    | 95è                  |

| Trek-Segafredo TFS | Trek-Segafredo TFS     | Trek-Segafredo TFS |
| ------------------ | ---------------------- | ------------------ |
| Núm                | Ciclista               | Pos                |
| 141                | Jasper Stuyven (BEL)   | 50è                |
| 142                | Mads Pedersen (DEN)    | 14è                |
| 143                | Alex Kirsch (LUX)      | 49è                |
| 144                | Markus Hoelgaard (NOR) | DNF                |
| 145                | Toms Skujiņš (LAT)     | 62è                |
| 146                | Emīls Liepiņš (LAT)    | DNF                |
| 147                | Otto Vergaerde (BEL)   | DNF                |

| Astana Qazaqstan Team AST | Astana Qazaqstan Team AST     | Astana Qazaqstan Team AST |
| ------------------------- | ----------------------------- | ------------------------- |
| Núm                       | Ciclista                      | Pos                       |
| 151                       | Mark Cavendish (GBR)          | DNF                       |
| 152                       | Leonardo Basso (ITA)          | DNF                       |
| 153                       | Yevgeniy Fedorov (KAZ)        | 100è                      |
| 154                       | Dmitri Grúzdev (KAZ)          | 96è                       |
| 155                       | Cees Bol (NED)                | NP                        |
| 156                       | Ievgueni Guiditx (KAZ) (ruta) | DNF                       |
| 157                       | Davide Martinelli (ITA)       | DNF                       |

| Ineos Grenadiers IGD | Ineos Grenadiers IGD         | Ineos Grenadiers IGD |
| -------------------- | ---------------------------- | -------------------- |
| Núm                  | Ciclista                     | Pos                  |
| 161                  | Filippo Ganna (ITA)          | 10è                  |
| 162                  | Michał Kwiatkowski (POL)     | DNF                  |
| 163                  | Kim Heiduk (GER)             | 59è                  |
| 164                  | Jhonatan Narváez Prado (ECU) | 82è                  |
| 165                  | Joshua Tarling (GBR)         | DNF                  |
| 166                  | Connor Swift (GBR)           | 83è                  |
| 167                  | Ben Turner (GBR)             | 48è                  |

| UAE Team Emirates UAD | UAE Team Emirates UAD | UAE Team Emirates UAD |
| --------------------- | --------------------- | --------------------- |
| Núm                   | Ciclista              | Pos                   |
| 171                   | Tim Wellens (BEL)     | DNF                   |
| 172                   | Mikkel Bjerg (DEN)    | 37è                   |
| 173                   | Ryan Gibbons (RSA)    | DNF                   |
| 174                   | Matteo Trentin (ITA)  | DNF                   |
| 175                   | Tadej Pogačar (SLO)   | 3r                    |
| 176                   | Rui Oliveira (POR)    | 22è                   |
| 177                   | Sjoerd Bax (NED)      | 89è                   |

| Lotto Dstny LTD | Lotto Dstny LTD               | Lotto Dstny LTD |
| --------------- | ----------------------------- | --------------- |
| Núm             | Ciclista                      | Pos             |
| 181             | Pascal Eenkhoorn (NED) (ruta) | 24è             |
| 182             | Jarrad Drizners (AUS)         | DNF             |
| 183             | Arjen Livyns (BEL)            | 39è             |
| 184             | Brent Van Moer (BEL)          | 43è             |
| 185             | Sébastien Grignard (BEL)      | 70è             |
| 186             | Michael Schwarzmann (GER)     | DNF             |
| 187             | Florian Vermeersch (BEL)      | DNF             |

| Team Flanders-Baloise TFB | Team Flanders-Baloise TFB | Team Flanders-Baloise TFB |
| ------------------------- | ------------------------- | ------------------------- |
| Núm                       | Ciclista                  | Pos                       |
| 191                       | Jenno Berckmoes (BEL)     | 65è                       |
| 192                       | Kamiel Bonneu (BEL)       | DNF                       |
| 193                       | Alex Colman (BEL)         | 72è                       |
| 194                       | Lindsay De Vylder (BEL)   | DNF                       |
| 195                       | Gilles De Wilde (BEL)     | DNF                       |
| 196                       | Ward Vanhoof (BEL)        | 63è                       |
| 197                       | Elias Maris (BEL)         | 97è                       |

| Bingoal WB BWB | Bingoal WB BWB                 | Bingoal WB BWB |
| -------------- | ------------------------------ | -------------- |
| Núm            | Ciclista                       | Pos            |
| 201            | Louis Blouwe (BEL)             | DNF            |
| 202            | Ceriel Desal (BEL)             | DNF            |
| 203            | Julian Mertens (BEL)           | 35è            |
| 204            | Ludovic Robeet (BEL)           | DNF            |
| 205            | Luca Van Boven (BEL)           | 61è            |
| 206            | Guillaume Van Keirsbulck (BEL) | DNF            |
| 207            | Dorian de Maeght (BEL)         | DNF            |

| TotalEnergies TEN | TotalEnergies TEN        | TotalEnergies TEN |
| ----------------- | ------------------------ | ----------------- |
| Núm               | Ciclista                 | Pos               |
| 211               | Peter Sagan (SVK) (ruta) | DNF               |
| 212               | Thomas Bonnet (FRA)      | 38è               |
| 213               | Sandy Dujardin (FRA)     | 60è               |
| 214               | Daniel Oss (ITA)         | DNF               |
| 215               | Geoffrey Soupe (FRA)     | DNF               |
| 216               | Anthony Turgis (FRA)     | DNF               |
| 217               | Dries Van Gestel (BEL)   | 52è               |

| Israel-Premier Tech IPT | Israel-Premier Tech IPT | Israel-Premier Tech IPT |
| ----------------------- | ----------------------- | ----------------------- |
| Núm                     | Ciclista                | Pos                     |
| 221                     | Sep Vanmarcke (BEL)     | 17è                     |
| 222                     | Derek Gee (CAN)         | 45è                     |
| 223                     | Hugo Houle (CAN)        | NP                      |
| 224                     | Jens Reynders (BEL)     | DNF                     |
| 225                     | Guy Sagiv (ISR)         | DNF                     |
| 226                     | Tom Van Asbroeck (BEL)  | 54è                     |
| 227                     | Krists Neilands (LAT)   | 12è                     |

| Q36.5 Pro Cycling Team Q36 | Q36.5 Pro Cycling Team Q36 | Q36.5 Pro Cycling Team Q36 |
| -------------------------- | -------------------------- | -------------------------- |
| Núm                        | Ciclista                   | Pos                        |
| 231                        | Jack Bauer (NZL)           | 92è                        |
| 232                        | Tom Devriendt (BEL)        | DNF                        |
| 233                        | Fabio Christen (SUI)       | DNF                        |
| 234                        | Kamil Małecki (POL)        | 91è                        |
| 235                        | Filippo Colombo (SUI)      | 57è                        |
| 236                        | Nicolò Parisini (ITA)      | DNF                        |
| 237                        | Nickolas Zukowsky (CAN)    | 56è                        |

| Uno-X Pro Cycling Team UXT | Uno-X Pro Cycling Team UXT   | Uno-X Pro Cycling Team UXT |
| -------------------------- | ---------------------------- | -------------------------- |
| Núm                        | Ciclista                     | Pos                        |
| 241                        | Alexander Kristoff (NOR)     | DNF                        |
| 242                        | Louis Bendixen (DEN)         | DNF                        |
| 243                        | Martin Bugge Urianstad (NOR) | 75è                        |
| 244                        | William Blume Levy (DEN)     | DNF                        |
| 245                        | Erik Nordsæter Resell (NOR)  | DNF                        |
| 246                        | Anders Skaarseth (NOR)       | DNF                        |
| 247                        | Rasmus Tiller (NOR) (ruta)   | 44è                        |

| Jumbo-Visma TJV | Jumbo-Visma TJV            | Jumbo-Visma TJV |
| --------------- | -------------------------- | --------------- |
| Núm             | Ciclista                   | Pos             |
| 1               | Wout van Aert (BEL)        | 1r              |
| 2               | Christophe Laporte (FRA)   | 23è             |
| 3               | Tiesj Benoot (BEL)         | DNF             |
| 4               | Dylan van Baarle (NED)     | DNF             |
| 5               | Edoardo Affini (ITA)       | DNF             |
| 6               | Tosh Van der Sande (BEL)   | 87è             |
| 7               | Nathan Van Hooydonck (BEL) | 11è             |

| Soudal Quick-Step SOQ | Soudal Quick-Step SOQ         | Soudal Quick-Step SOQ |
| --------------------- | ----------------------------- | --------------------- |
| Núm                   | Ciclista                      | Pos                   |
| 11                    | Julian Alaphilippe (FRA)      | DNF                   |
| 12                    | Kasper Asgreen (DEN)          | 51è                   |
| 13                    | Tim Declercq (BEL)            | 68è                   |
| 14                    | Yves Lampaert (BEL)           | 16è                   |
| 15                    | Florian Sénéchal (FRA) (ruta) | DNF                   |
| 16                    | Jannik Steimle (GER)          | DNF                   |
| 17                    | Davide Ballerini (ITA)        | 28è                   |

| Alpecin-Deceuninck ADC | Alpecin-Deceuninck ADC     | Alpecin-Deceuninck ADC |
| ---------------------- | -------------------------- | ---------------------- |
| Núm                    | Ciclista                   | Pos                    |
| 21                     | Mathieu van der Poel (NED) | 2n                     |
| 22                     | Quinten Hermans (BEL)      | 80è                    |
| 23                     | Dries De Bondt (BEL)       | 58è                    |
| 24                     | Søren Kragh Andersen (DEN) | 9è                     |
| 25                     | Silvan Dillier (SUI)       | 69è                    |
| 26                     | Robert Stannard (AUS)      | 32è                    |
| 27                     | Tobias Bayer (AUT)         | 71è                    |

| Intermarché-Circus-Wanty ICW | Intermarché-Circus-Wanty ICW | Intermarché-Circus-Wanty ICW |
| ---------------------------- | ---------------------------- | ---------------------------- |
| Núm                          | Ciclista                     | Pos                          |
| 31                           | Biniam Girmay (ERI)          | DNF                          |
| 32                           | Madis Mihkels (EST)          | 90è                          |
| 33                           | Dries De Pooter (BEL)        | DNF                          |
| 34                           | Laurenz Rex (BEL)            | 30è                          |
| 35                           | Hugo Page (FRA)              | 88è                          |
| 36                           | Mike Teunissen (NED)         | 67è                          |
| 37                           | Loïc Vliegen (BEL)           | 81è                          |

| AG2R Citroën Team ACT | AG2R Citroën Team ACT   | AG2R Citroën Team ACT |
| --------------------- | ----------------------- | --------------------- |
| Núm                   | Ciclista                | Pos                   |
| 41                    | Greg Van Avermaet (BEL) | DNF                   |
| 42                    | Oliver Naesen (BEL)     | 47è                   |
| 43                    | Lawrence Naesen (BEL)   | 94è                   |
| 44                    | Benoît Cosnefroy (FRA)  | 46è                   |
| 45                    | Alan Retailleau (FRA)   | DNF                   |
| 46                    | Damien Touzé (FRA)      | 77è                   |
| 47                    | Stan Dewulf (BEL)       | 18è                   |

| Bahrain Victorious TBV | Bahrain Victorious TBV | Bahrain Victorious TBV |
| ---------------------- | ---------------------- | ---------------------- |
| Núm                    | Ciclista               | Pos                    |
| 51                     | Nikias Arndt (GER)     | 29è                    |
| 52                     | Matevž Govekar (SLO)   | 98è                    |
| 53                     | Kamil Gradek (POL)     | DNF                    |
| 54                     | Dušan Rajović (SRB)    | DNF                    |
| 55                     | Cameron Scott (AUS)    | DNF                    |
| 56                     | Matej Mohorič (SLO)    | 7è                     |
| 57                     | Fred Wright (GBR)      | 31è                    |

| Bora-Hansgrohe BOH | Bora-Hansgrohe BOH          | Bora-Hansgrohe BOH |
| ------------------ | --------------------------- | ------------------ |
| Núm                | Ciclista                    | Pos                |
| 61                 | Jordi Meeus (BEL)           | DNF                |
| 62                 | Ryan Mullen (IRL)           | DNF                |
| 63                 | Marco Haller (AUT)          | 33è                |
| 64                 | Jonas Koch (GER)            | 36è                |
| 65                 | Shane Archbold (NZL)        | DNF                |
| 66                 | Nils Politt (GER) (ruta)    | 13è                |
| 67                 | Maximilian Schachmann (GER) | DNF                |

| Cofidis COF | Cofidis COF               | Cofidis COF |
| ----------- | ------------------------- | ----------- |
| Núm         | Ciclista                  | Pos         |
| 71          | Axel Zingle (FRA)         | 53è         |
| 72          | Simone Consonni (ITA)     | DNF         |
| 73          | Wesley Kreder (NED)       | 93è         |
| 74          | Christophe Noppe (BEL)    | 55è         |
| 75          | Pierre-Luc Périchon (FRA) | DNF         |
| 76          | Alexis Renard (FRA)       | DNF         |
| 77          | Jelle Wallays (BEL)       | DNF         |

| EF Education-EasyPost EFE | EF Education-EasyPost EFE | EF Education-EasyPost EFE |
| ------------------------- | ------------------------- | ------------------------- |
| Núm                       | Ciclista                  | Pos                       |
| 81                        | Alberto Bettiol (ITA)     | 15è                       |
| 82                        | Stefan Bissegger (SUI)    | 20è                       |
| 83                        | Owain Doull (GBR)         | 41è                       |
| 84                        | Jens Keukeleire (BEL)     | 85è                       |
| 85                        | Jonas Rutsch (GER)        | 26è                       |
| 86                        | Thomas Scully (NZL)       | 101è                      |
| 87                        | Łukasz Wiśniowski (POL)   | DNF                       |

| Groupama-FDJ GFC | Groupama-FDJ GFC       | Groupama-FDJ GFC |
| ---------------- | ---------------------- | ---------------- |
| Núm              | Ciclista               | Pos              |
| 91               | Stefan Küng (SUI)      | 6è               |
| 92               | Kevin Geniets (LUX)    | 25è              |
| 93               | Lewis Askey (GBR)      | 40è              |
| 94               | Olivier Le Gac (FRA)   | 66è              |
| 95               | Valentin Madouas (FRA) | 8è               |
| 96               | Jake Stewart (GBR)     | DNF              |
| 97               | Samuel Watson (GBR)    | DNF              |

| Movistar Team MOV | Movistar Team MOV                 | Movistar Team MOV |
| ----------------- | --------------------------------- | ----------------- |
| Núm               | Ciclista                          | Pos               |
| 101               | Fernando Gaviria Rendón (COL)     | DNF               |
| 102               | Johan Jacobs (SUI)                | 64è               |
| 103               | Matteo Jorgenson (USA)            | 4t                |
| 104               | Mathias Norsgaard Jørgensen (DEN) | 74è               |
| 105               | Iván Romeo Abad (ESP)             | 76è               |
| 106               | Lluís Mas Bonet (ESP)             | DNF               |
| 107               | Iván García Cortina (ESP)         | 5è                |

| Arkéa-Samsic ARK | Arkéa-Samsic ARK      | Arkéa-Samsic ARK |
| ---------------- | --------------------- | ---------------- |
| Núm              | Ciclista              | Pos              |
| 111              | Alan Riou (FRA)       | 99è              |
| 112              | Mathis Le Berre (FRA) | DNF              |
| 113              | Kévin Ledanois (FRA)  | DNF              |
| 114              | Matis Louvel (FRA)    | 21è              |
| 115              | Luca Mozzato (ITA)    | 19è              |
| 116              | Daniel McLay (GBR)    | DNF              |
| 117              | Clément Russo (FRA)   | 42è              |

| Team DSM DSM | Team DSM DSM              | Team DSM DSM |
| ------------ | ------------------------- | ------------ |
| Núm          | Ciclista                  | Pos          |
| 121          | John Degenkolb (GER)      | 34è          |
| 122          | Nils Eekhoff (NED)        | DNF          |
| 123          | Leon Heinschke (GER)      | DNF          |
| 124          | Alexander Edmondson (AUS) | 84è          |
| 125          | Patrick Bevin (NZL)       | DNF          |
| 126          | Tim Naberman (NED)        | DNF          |
| 127          | Kevin Vermaerke (USA)     | 78è          |

| Team Jayco AlUla JAY | Team Jayco AlUla JAY    | Team Jayco AlUla JAY |
| -------------------- | ----------------------- | -------------------- |
| Núm                  | Ciclista                | Pos                  |
| 131                  | Zdeněk Štybar (CZE)     | 86è                  |
| 132                  | Luke Durbridge (AUS)    | 27è                  |
| 133                  | Luka Mezgec (SLO)       | 73è                  |
| 134                  | Kelland O'Brien (AUS)   | 79è                  |
| 135                  | Dylan Groenewegen (NED) | DNF                  |
| 136                  | Campbell Stewart (NZL)  | DNF                  |
| 137                  | Elmar Reinders (NED)    | 95è                  |

| Trek-Segafredo TFS | Trek-Segafredo TFS     | Trek-Segafredo TFS |
| ------------------ | ---------------------- | ------------------ |
| Núm                | Ciclista               | Pos                |
| 141                | Jasper Stuyven (BEL)   | 50è                |
| 142                | Mads Pedersen (DEN)    | 14è                |
| 143                | Alex Kirsch (LUX)      | 49è                |
| 144                | Markus Hoelgaard (NOR) | DNF                |
| 145                | Toms Skujiņš (LAT)     | 62è                |
| 146                | Emīls Liepiņš (LAT)    | DNF                |
| 147                | Otto Vergaerde (BEL)   | DNF                |

| Astana Qazaqstan Team AST | Astana Qazaqstan Team AST     | Astana Qazaqstan Team AST |
| ------------------------- | ----------------------------- | ------------------------- |
| Núm                       | Ciclista                      | Pos                       |
| 151                       | Mark Cavendish (GBR)          | DNF                       |
| 152                       | Leonardo Basso (ITA)          | DNF                       |
| 153                       | Yevgeniy Fedorov (KAZ)        | 100è                      |
| 154                       | Dmitri Grúzdev (KAZ)          | 96è                       |
| 155                       | Cees Bol (NED)                | NP                        |
| 156                       | Ievgueni Guiditx (KAZ) (ruta) | DNF                       |
| 157                       | Davide Martinelli (ITA)       | DNF                       |

| Ineos Grenadiers IGD | Ineos Grenadiers IGD         | Ineos Grenadiers IGD |
| -------------------- | ---------------------------- | -------------------- |
| Núm                  | Ciclista                     | Pos                  |
| 161                  | Filippo Ganna (ITA)          | 10è                  |
| 162                  | Michał Kwiatkowski (POL)     | DNF                  |
| 163                  | Kim Heiduk (GER)             | 59è                  |
| 164                  | Jhonatan Narváez Prado (ECU) | 82è                  |
| 165                  | Joshua Tarling (GBR)         | DNF                  |
| 166                  | Connor Swift (GBR)           | 83è                  |
| 167                  | Ben Turner (GBR)             | 48è                  |

| UAE Team Emirates UAD | UAE Team Emirates UAD | UAE Team Emirates UAD |
| --------------------- | --------------------- | --------------------- |
| Núm                   | Ciclista              | Pos                   |
| 171                   | Tim Wellens (BEL)     | DNF                   |
| 172                   | Mikkel Bjerg (DEN)    | 37è                   |
| 173                   | Ryan Gibbons (RSA)    | DNF                   |
| 174                   | Matteo Trentin (ITA)  | DNF                   |
| 175                   | Tadej Pogačar (SLO)   | 3r                    |
| 176                   | Rui Oliveira (POR)    | 22è                   |
| 177                   | Sjoerd Bax (NED)      | 89è                   |

| Lotto Dstny LTD | Lotto Dstny LTD               | Lotto Dstny LTD |
| --------------- | ----------------------------- | --------------- |
| Núm             | Ciclista                      | Pos             |
| 181             | Pascal Eenkhoorn (NED) (ruta) | 24è             |
| 182             | Jarrad Drizners (AUS)         | DNF             |
| 183             | Arjen Livyns (BEL)            | 39è             |
| 184             | Brent Van Moer (BEL)          | 43è             |
| 185             | Sébastien Grignard (BEL)      | 70è             |
| 186             | Michael Schwarzmann (GER)     | DNF             |
| 187             | Florian Vermeersch (BEL)      | DNF             |

| Team Flanders-Baloise TFB | Team Flanders-Baloise TFB | Team Flanders-Baloise TFB |
| ------------------------- | ------------------------- | ------------------------- |
| Núm                       | Ciclista                  | Pos                       |
| 191                       | Jenno Berckmoes (BEL)     | 65è                       |
| 192                       | Kamiel Bonneu (BEL)       | DNF                       |
| 193                       | Alex Colman (BEL)         | 72è                       |
| 194                       | Lindsay De Vylder (BEL)   | DNF                       |
| 195                       | Gilles De Wilde (BEL)     | DNF                       |
| 196                       | Ward Vanhoof (BEL)        | 63è                       |
| 197                       | Elias Maris (BEL)         | 97è                       |

| Bingoal WB BWB | Bingoal WB BWB                 | Bingoal WB BWB |
| -------------- | ------------------------------ | -------------- |
| Núm            | Ciclista                       | Pos            |
| 201            | Louis Blouwe (BEL)             | DNF            |
| 202            | Ceriel Desal (BEL)             | DNF            |
| 203            | Julian Mertens (BEL)           | 35è            |
| 204            | Ludovic Robeet (BEL)           | DNF            |
| 205            | Luca Van Boven (BEL)           | 61è            |
| 206            | Guillaume Van Keirsbulck (BEL) | DNF            |
| 207            | Dorian de Maeght (BEL)         | DNF            |

| TotalEnergies TEN | TotalEnergies TEN        | TotalEnergies TEN |
| ----------------- | ------------------------ | ----------------- |
| Núm               | Ciclista                 | Pos               |
| 211               | Peter Sagan (SVK) (ruta) | DNF               |
| 212               | Thomas Bonnet (FRA)      | 38è               |
| 213               | Sandy Dujardin (FRA)     | 60è               |
| 214               | Daniel Oss (ITA)         | DNF               |
| 215               | Geoffrey Soupe (FRA)     | DNF               |
| 216               | Anthony Turgis (FRA)     | DNF               |
| 217               | Dries Van Gestel (BEL)   | 52è               |

| Israel-Premier Tech IPT | Israel-Premier Tech IPT | Israel-Premier Tech IPT |
| ----------------------- | ----------------------- | ----------------------- |
| Núm                     | Ciclista                | Pos                     |
| 221                     | Sep Vanmarcke (BEL)     | 17è                     |
| 222                     | Derek Gee (CAN)         | 45è                     |
| 223                     | Hugo Houle (CAN)        | NP                      |
| 224                     | Jens Reynders (BEL)     | DNF                     |
| 225                     | Guy Sagiv (ISR)         | DNF                     |
| 226                     | Tom Van Asbroeck (BEL)  | 54è                     |
| 227                     | Krists Neilands (LAT)   | 12è                     |

| Q36.5 Pro Cycling Team Q36 | Q36.5 Pro Cycling Team Q36 | Q36.5 Pro Cycling Team Q36 |
| -------------------------- | -------------------------- | -------------------------- |
| Núm                        | Ciclista                   | Pos                        |
| 231                        | Jack Bauer (NZL)           | 92è                        |
| 232                        | Tom Devriendt (BEL)        | DNF                        |
| 233                        | Fabio Christen (SUI)       | DNF                        |
| 234                        | Kamil Małecki (POL)        | 91è                        |
| 235                        | Filippo Colombo (SUI)      | 57è                        |
| 236                        | Nicolò Parisini (ITA)      | DNF                        |
| 237                        | Nickolas Zukowsky (CAN)    | 56è                        |

| Uno-X Pro Cycling Team UXT | Uno-X Pro Cycling Team UXT   | Uno-X Pro Cycling Team UXT |
| -------------------------- | ---------------------------- | -------------------------- |
| Núm                        | Ciclista                     | Pos                        |
| 241                        | Alexander Kristoff (NOR)     | DNF                        |
| 242                        | Louis Bendixen (DEN)         | DNF                        |
| 243                        | Martin Bugge Urianstad (NOR) | 75è                        |
| 244                        | William Blume Levy (DEN)     | DNF                        |
| 245                        | Erik Nordsæter Resell (NOR)  | DNF                        |
| 246                        | Anders Skaarseth (NOR)       | DNF                        |
| 247                        | Rasmus Tiller (NOR) (ruta)   | 44è                        |